# Levis Swartbooi
Levis Swartbooi est un footballeur namibien né le 18 mars 1984.
Il a participé à la Coupe d'Afrique des nations 2008 avec l'équipe de Namibie.

## Carrière
- 2006- : Primeiro de Agosto ( Angola)